# موس تكنولوجي
موس تكنولوجي هي شركة تصميم وتصنيع أشباه الموصلات ومقرها في نوريستاون ، ولاية بنسلفانيا ، في الولايات المتحدة. وهي مشهورة بمعالجها 6502 والتصاميم المختلفة لمجموعة أجهزة الكمبيوتر المنزلية التابعة لشركة كومودور إنترناشونال.

## تاريخ

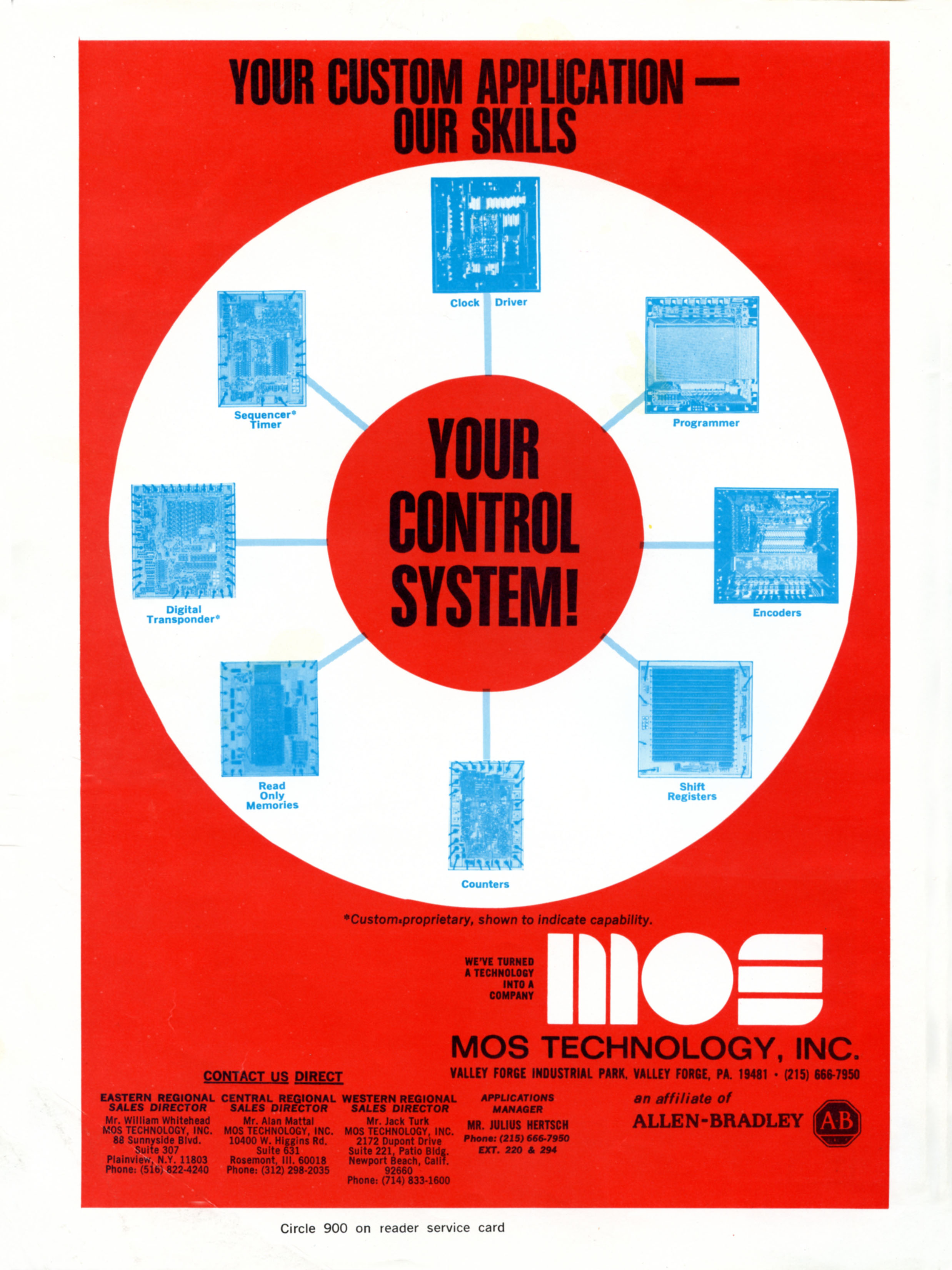
إعلان لشركة موس تكنولوجي في عام 1973 بحيث يسليط الضوء على قدرات الدوائر الإلكترونية المتكاملة.

أُنشئت شركة موس تكنولوجي في عام 1969 بواسطة شركة ألن برادلي لتوفير الحاسبات الإلكترونية ورقائقها البديلة بناءً على تصاميم شركة تكساس إنسترومنتس، وفي أوائل سبعينيات القرن الماضي قررت شركة تكساس إنسترومنتس إنتاج الآلات الحاسبة الخاصة بها بدلاً من بيع الرقائق الموجودة بداخلها وعرضها بسعر أقل من سعر مجموعة الشرائح وحدها. تم القضاء على العديد من شركات الرقائق المبكرة في أعقاب ذلك؛ وأصبح MOS موردًا لـ Atari، حيث ينتج نظامًا مخصصًا بونغ أحادي الشريحة.